# Szczyt NATO w Brukseli 1989 (maj)
Szczyt NATO w Brukseli – 9. szczyt NATO zorganizowany w Brukseli w dniach 29–30 maja 1989.
Majowy szczyt NATO w Brukseli został zwołany w 40. rocznicę powstania organizacji. Przypomniano na nim główne jej cele. Skupiono się głównie na wypracowaniu strategii bezpieczeństwa, która obowiązywać miała w latach 90. XX w. Zapowiedziano wzmocnienie konsultacji politycznych i wzmocnienie współpracy między Wschodem a Zachodem.

## Postanowienia szczytu
Podczas szczytu opublikowano Deklarację szefów państw państw i rządów uczestniczących w spotkaniu Rady Północnoatlantyckiej. Deklaracja zawierała 11 rozdziałów: 
- 40 lat sukcesu NATO

w rozdziale wykazano, że przez cztery dekady NATO skutecznie zapewniło swoim członkom bezpieczeństwo, pokój oraz dobrobyt.
- Czas zmian

członkowie NATO z zadowoleniem przyjęli reformy zachodzące w Związku Radzieckim i wyrazili przekonanie, że ich utrzymanie przyczyni się do wzmocnienia dobrych relacji między Wschodem a Zachodem.
- Kształtowanie przyszłości

podkreślono, że Sojusz Północnoatlantycki dąży do likwidacji podziału Europy, a opierając się na współpracy i przyszłych wyzwaniach, kształtuje nowy porządek polityczny; wskazano, że sojusznicy kierują się zasadami określonymi w tzw. Raporcie Harmela, co oznacza połączenie siły militarnej i politycznej solidarności.
- Utrzymanie naszej obrony

w rozdziale przypomniano, że Sojusz Północnoatlantycki stanowi fundament bezpieczeństwa swoich członków, ale także i działania polegającego na wspieraniu zmian politycznych. Pomimo poprawiających się relacji między Wschodem a Zachodem, Sojusz pozostanie w gotowości do adekwatnej odpowiedzi w przypadku nieprzewidzianych działań państw Układu Warszawskiego. Zapowiedziano również kontynuowanie w najbliższej przyszłości strategii odstraszania; odniesiono się również do obecności w Europie północnoamerykańskich sił konwencjonalnych i nuklearnych; zaapelowano o wywiązywanie się sojuszników podstawowego zobowiązania, którym jest wspólna obrona.
- Inicjatywy dotyczące kontroli zbrojeń

w rozdziale uczestnicy szczytu wyrazili poparcie dla propozycji zmniejszenia wagi czynnika militarnego w stosunkach obustronnych i zastąpienia konfrontacji współpracą. Zapowiedziano też przedstawienie propozycji redukcji konwencjonalnych sił zbrojnych, w tym: osiągnięcie zrównoważonego poziomu w liczbie czołgów, transporterów opancerzonych i artylerii, zmniejszenie o 15% liczby śmigłowców i samolotów bojowych, przeprowadzenie 20% redukcji sił bojowych.
- W stronę wzmocnionego partnerstwa

członkowie NATO uznali, że stawką sojuszniczego bezpieczeństwa i dobrobytu oraz lepszych stosunków między Wschodem a Zachodem pozostanie ścisła współpraca krajów Europy i Ameryki Północnej, powiązana wspólnymi wartościami demokratycznymi. Państwa członkowskie były skłonne wzmocnić proces wzajemnych konsultacji politycznych oraz rozszerzyć zakres starań i zwiększyć ich intensywność. Sojusznicy zapewnili, że prace we właściwych komisjach będą kontynuowane, ponieważ ma to duże znaczenie dla współpracy handlowej, monetarnej i technologicznej.
- Przezwyciężanie podziału europejskiego

w rozdziale sojusznicy zapowiedzieli, że będą kontynuować współpracę między Wschodem a Zachodem. Państwa członkowskie NATO wezwały członków KBWE do pełnego wdrożenia podjętych zobowiązań. Powołując się na mechanizmy KBWE i postanowienia innych umów międzynarodowych będą dążyły do: zagwarantowania przestrzegania praw człowieka, zburzenia „murów” oddzielających państwa, ułatwienia przekraczania granic, poszanowania prawa wszystkich ludzi do swobodnego określania charakteru rządu, jakiego pragną,  przyznawania wolności gospodarczych, rozwijania przejrzystych zasad w dążeniu do wzajemnego zrozumienia i zapewnienia bezpieczeństwa. Przypomniano także, że sytuacja w Berlinie i jego okolicach stanowi kluczowy element stosunków między Wschodem a Zachodem, a mur dzielący miasto jest symbolem podziału Europy.
- Nasz projekt współpracy

w rozdziale zapowiedziano intensyfikację wysiłków, aby znieść polityczny podział Europy. Wyrażono aprobatę dla wewnętrznych reform krajów bloku wschodniego; zaproponowano wspólny program na przyszłość, który miałoby skutkować stabilniejszym pokojem w Europie. Poruszono też sprawy ochrony środowiska, walki z terroryzmem i nielegalnym handlem narkotykami.
- Globalne wyzwania

w rozdziale zwrócono uwagę na konflikty regionalne i ich wpływ na poczucie bezpieczeństwa; zapowiedziano też, że Sojusz będzie starał się powstrzymać nowe zagrożenia oraz zapobiegać konsekwencjom wynikającym z niekontrolowanego stosowania nowoczesnych technologii wojskowych; wspomniano o degradacji środowiska naturalnego, konfliktach surowcowych i dysproporcjach gospodarczych poszczególnych państw; zapowiedziano też większe zaangażowanie w prace Organizacji Narodów Zjednoczonych.
- Nasz „trzeci wymiar”

podkreślono potrzebę międzynarodowej współpracy w dziedzinie nauki i technologii. Uznając znaczenie ochrony środowiska, Sojusz zapowiedział dalsze działania w tym obszarze.
- Przyszłość Sojuszu

przywódcy państw i rządów zobowiązali się do dalszej współpracy; powtórzyli, że NATO stanowi kamień węgielny sojuszniczego bezpieczeństwa, pokoju i wolności; zamanifestowali gotowość do współpracy z tymi państwami, które chcą  przyłączyć się do kształtowania pokojowego środowiska międzynarodowego.